# Bakhit Djibrine
Bakhit Djibrine Bakhit (ur. 17 kwietnia 1995) – czadyjski piłkarz grający na pozycji lewoskrzydłowego. Od 2020 jest zawodnikiem klubu Foullah Edifice FC.

## Kariera klubowa
Swoją karierę piłkarską Djibrine rozpoczął w klubie Foullah Edifice FC. W sezonie 2013 zadebiutował w jego barwach w pierwszej lidze czadyjskiej. W sezonach 2013 i 2014 wywalczył z nim dwa mistrzostwa Czadu. W 2019 przeszedł do Elect-Sport FC. Spędził w nim rok i został mistrzem kraju. W 2020 wrócił do Foullah Edifice FC.

## Kariera reprezentacyjna
W reprezentacji Czadu Djibrine zadebiutował 28 lipca 2019 w zremisowanym 3:3 meczu Mistrzostw Narodów Afryki 2020 z Gwineą Równikową.